# Problema de los universales
El problema de los universales involucra diferentes áreas temáticas que son: la psicología cognitiva, la epistemología y la ontología, entre otros. El problema de los universales se refiere al modo en que pensamos y percibimos, y cuáles son las realidades a ser conocidas.
Se puede ejemplificar el problema de los universales con la siguiente pregunta: ¿es la idea de un río (un universal) más real que las furiosas aguas del Río Meandro (un particular) en este momento? ¿Es menos real? ¿O diferentemente real? Puede representarse de la siguiente manera: "Siendo individuales y singulares todos los seres que existen en la naturaleza, ¿cómo puede ser verdadero el conocimiento que adquirimos por medio de nuestras ideas, que sólo y siempre nos dan lo universal?"

## El problema de los universales en la filosofía griega
El debate pudo haber comenzado con Heráclito, un antiguo pensador griego a quien Platón le atribuye la expresión que versa sobre el río en el Crátilo (obra que lleva el nombre del principal discípulo de Héraclito), 402a: "En algún lugar dice Heráclito que todo se mueve y nada permanece, y, comparando las cosas con la corriente de un río, dice que en el mismo río no nos bañamos dos veces". En el tiempo que nos toma mover el pie para dar el segundo paso, el agua ha continuado corriendo hacia delante, las orillas han cambiado un poco, y el río ya no es el mismo. Esta interpretación platónica suele ser considerada tendenciosa para poder argumentar sus ideas. Heráclito consideraba que había algo que permanecía, en el caso del río, el cauce, a modo de metáfora para referirse al lógos.
Heráclito, desde el punto de vista platónico,  es frecuentemente interpretado como sugiriendo una conclusión escéptica de esta observación. Como nunca nada se mantiene igual de momento a momento, cualquier conocimiento que creamos poseer es obsoleto en el instante de adquirirlo. Heráclito también podría haber estado sugiriendo que los nombres son una manera artificial de imponer estabilidad al flujo de la realidad: «llamando a esto "río", pretendo que sea una entidad». Esto lo convertiría en el primer nominalista.
Mucho en la filosofía de Platón puede ser entendido como una respuesta a Heráclito, especialmente a las implicaciones escépticas de sus escritos. Para Platón, nuestro intelecto puede contemplar el mismo río cualquier cantidad de veces, ya que el río como una idea, como una forma, se mantiene siempre el mismo. Hay una aguda distinción entre el mundo de los sentidos y el mundo del intelecto: uno puede tener solo opiniones acerca del primero, pero puede tener conocimiento verdadero, ciencia como una creencia verdadera justificada, acerca del segundo. Justamente por esa razón, el mundo inteligible es el mundo de la razón; y el mundo sensible es solo provisionalmente real, como las sombras en la pared de una cueva. Así es como describe Platón la realidad del mundo y de las ideas en su famosa Alegoría de la caverna (La República, Libro VII).
La noción platónica de ideas atemporales no está confinada a universales. Términos particulares pueden también ser entendidos como el nombre de una forma inteligible. Entonces, a pesar de que "río" es una forma, "meandro" lo es también, y "el meandro como era al mediodía el viernes pasado" es asimismo una forma. ¡Hasta "flujo heraclíteo" es una forma y, como tal, desprovisto de flujo y atemporal! Hay aquí paradojas en abundancia, y Platón mismo las exploró en un diálogo deslumbrantemente dialéctico: el Parménides.
Pero al menos una parte de lo que Platón quiso dar a comprender es que "río", como un universal, es una idea atemporal, perfecta y por eso inmutable, en la cual los ríos mutables participan parcialmente, ya que el mundo material es un espejo imperfecto del mundo real. Platón, en consecuencia, fue el primer realista.
Su alumno, Aristóteles, estaba en desacuerdo tanto con Platón como con Heráclito. Aristóteles transformó las formas de Platón en "causas formales"; los planos implícitos en las cosas materiales. Donde Platón idealizaba la geometría, Aristóteles practicaba la biología, y su pensamiento siempre vuelve a los seres vivos. Considera un árbol de roble. Este es un miembro de una especie, y tiene mucho en común con todos los robles de generaciones pasadas, y con todos los que vendrán. Su universalidad, lo que le da la esencia de roble, es una parte de él; pero ningún roble es idéntico a sus pares en grado absoluto, por lo cual cada quien es particular. Por consiguiente, Aristóteles era mucho más insistente que Heráclito o Platón sobre conocer el mundo sensible. Un biólogo puede estudiar robles y aprender sobre su esencia, encontrando el orden inteligible dentro del mundo sensible. Tal visión hizo a Aristóteles un realista en cuanto a los universales, pero un nuevo tipo de realista. Suele darse el nombre a esta visión de las cosas como la postura del "realismo moderado".

## El problema en tiempos medievales
La obra Isagoge de Porfirio traducida al latín por Boecio como Introductio in Praedicamenta, se convirtió en un libro de texto básico en las escuelas medievales, creándose el marco para el desarrollo filosófico-teológico medieval de la lógica y el problema de los universales. Porfirio se preguntó si las ideas universales existen dentro o fuera de la mente, si son o no son inmateriales y si existen dentro de los objetos físicos o fuera de estos. Filósofos musulmanes preservaron una tradición de sabiduría aristotélica después de que el cristianismo lo hubiera largamente olvidado al asumir la tradición platónica. 
Sin embargo, la reconquista de España y la cultura árabe en ella establecida durante tantos siglos, hizo posible traer de nuevo a la cultura latina las riquezas de la antigua filosofía griega, como se ha encontrado en las bibliotecas recapturadas de Toledo.
Esta controversia sobre la existencia de los universales caracterizó gran parte de la filosofía medieval. Según la doctrina del pecado original, los humanos cargamos desde el nacimiento con el peso del pecado de Adán y Eva, es decir, en el universal de "ser humano", y si no existese, se perdería el papel de salvación en la Iglesia. A partir del siglo XI la escolástica medieval suscitará el problema con Roscelino de Compiègne, considerado el primer nominalista, y sobre todo por la polémica que introdujo su alumno Pedro Abelardo y la condena de tales ideas por parte de Anselmo de Canterbury. Influenciado por el neoplatonismo, Anselmo defiende un realismo que afirma la existencia del concepto universal de "ser humano". Tomás de Aquino en el opúsculo De ente et essentia restableció la visión de Aristóteles sobre la esencia, o los universales.
Lo anterior no impidió que en el siglo XIV floreciera con fuerza de nuevo el nominalismo, siendo su representante más importante Guillermo de Occam. Otros nominalistas como George Berkeley o John Stuart Mill negaron los conceptos universales.